# Carolina Marsh Tacky
Vous lisez un « bon article » labellisé en 2014.
Le Carolina Marsh Tacky, Marsh Tacky ou simplement Tacky, est une race chevaline rare, native de Caroline du Sud aux États-Unis. Elle descend du cheval colonial espagnol et se révèle proche du Florida Cracker et du cheval des Outer Banks de Caroline du Nord. Son origine remonte au moins à 400 ans. En 2006 et 2007, les deux organisations de la race ont travaillé ensemble à la réalisation de tests d'ADN, avec pour objectifs de déterminer la place du Tacky Marsh parmi les races de chevaux du monde et d'établir un stud-book, finalement mis en place en 2010.
Ce petit cheval est bien adapté aux marais des plaines de sa Caroline du Sud natale. Le Marsh Tacky est développé à partir de chevaux espagnols amenés sur la côte par les explorateurs, les colons espagnols et les commerçants dès le XVIe siècle. Ces chevaux ont été utilisés par les colons pendant la révolution américaine, puis pour les travaux agricoles, l'élevage du bétail et la chasse tout au long de l'histoire de la race.
La race est considérée comme étant en danger critique d'extinction, à la fois par l’American Livestock Breeds Conservancy et l'Equus Survival Trust. Il reste seulement 276 spécimens en 2011.

## Histoire
Le nom du Carolina Marsh Tacky signifie « petit cheval des marais » dans la langue et la culture des Gullah, descendants des esclaves qui travaillaient dans les plantations de Caroline du Sud. La race a pris ce nom de « Tacky » sous l'influence du mot anglais signifiant « commun » ou « pas cher ». En effet, ces chevaux formèrent la race la plus répandue dans leur région durant une grande partie de leur histoire.

### Origine
Le Carolina Marsh Tacky a été développé à partir de chevaux espagnols introduits sur les îles et les zones côtières de la Caroline du Sud par les explorateurs espagnols et les colons, dès le XVIe siècle. C'est l'une des premières races chevalines développées aux États-Unis. D'autres chevaux s'ajoutent à la population initiale du Marsh Tacky, en occurrence des animaux achetés dans l'établissement espagnol de Saint Augustine, en Floride. Ils sont utilisés comme chevaux de bât sur les routes commerciales américaines et vendus lorsque les commerçants atteignent Charleston.

### Jusqu'auXXesiècle

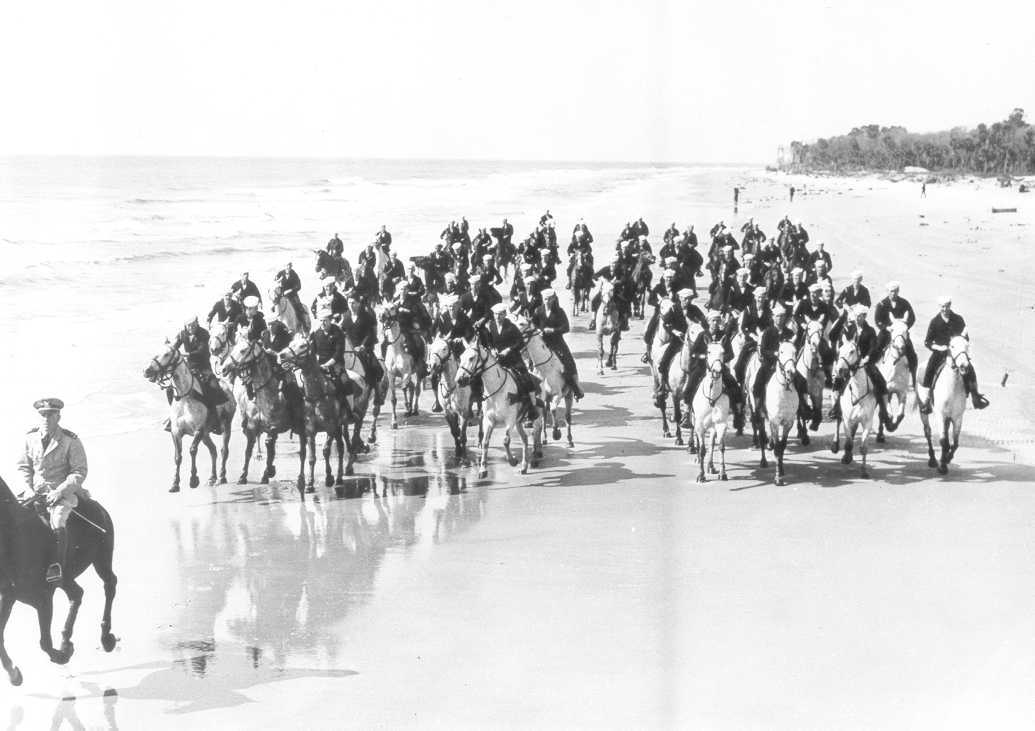
Une patrouille montée sur la plage de l'île d'Hilton Head pendant la Seconde Guerre mondiale.

Au début du XIXe siècle, ces chevaux sont si communs qu'ils sont presque considérés comme une nuisance. Gérés principalement comme des troupeaux sauvages, ils sont capturés par la population locale en fonction des besoins. Cette tradition continue au XXe siècle. La race est utilisée lors de la révolution américaine par un grand nombre des forces irrégulières menées par Francis Marion, surnommé le « renard des marais » (Swamp Fox). La capacité du Marsh Tacky à se déplacer en environnement marécageux a peut-être donné un avantage aux forces de Marion, puisque la cavalerie britannique montée sur de grands chevaux de races européennes n'a pas dû manœuvrer aussi facilement dans ces marais denses.
Après la Guerre de Sécession, les Tackies sont couramment utilisés par les membres de la communauté Gullah, sur les îles au large de la côte de Caroline du Sud, dans les champs et les jardins,. À l'apogée de leur popularité, ces petits chevaux se trouvent de Myrtle Beach, dans la Caroline du Sud, jusqu'à l'île de Saint-Simon, en Géorgie. Les Tackies continuent à être utilisés pendant la Seconde Guerre mondiale par les membres des patrouilles chargées de la surveillance des plages de la Caroline du Sud contre les u-boats nazis, les attaques des troupes ennemies ou les débarquements d'espions. Durant les années 1960, les Marsh Tackies sont utilisés dans des courses sur les plages d'Hilton-Head, île formant leur principale zone de présence. La plupart des habitants d'Hilton-Head possèdent ou ont possédé un ou plusieurs Tackies. L'utilisation de ces chevaux au travail perdure jusque dans les années 1950. La race disparaît alors lentement, n'étant préservée que par quelques éleveurs. Le troupeau sauvage le plus récemment découvert l'est à la fin des années 1990.

### Sauvegarde
En 2007, la Carolina Marsh Tacky Association est formée. L'association s'est développée grâce aux efforts de l’American Livestock Breeds Conservancy, qui travaille avec les propriétaires et les passionnés de la race, dans le but de préserver et de promouvoir le Marsh Tacky. En 2007, l’American Livestock Breeds Conservancy collabore avec l’Equus Survival Trust pour recueillir des échantillons d'ADN et des documents photo concernant le plus grand troupeau de Caroline du Sud, considéré comme le plus grand troupeau restant, dont le patrimoine remonterait à la guerre de Sécession. Des tests d'ADN sont effectués dans le but d'identifier ces chevaux pour un nouveau stud-book, révéler les marqueurs ADN que la race porte et la carte génétique de la race parmi toutes les autres races de chevaux du monde. Soixante chevaux ont été testés. Le registre généalogique est devenu un stud-book fermé le 18 août 2010. Il est maintenu par l'American Livestock Breeds Conservancy Pedigree Registry.

## Description

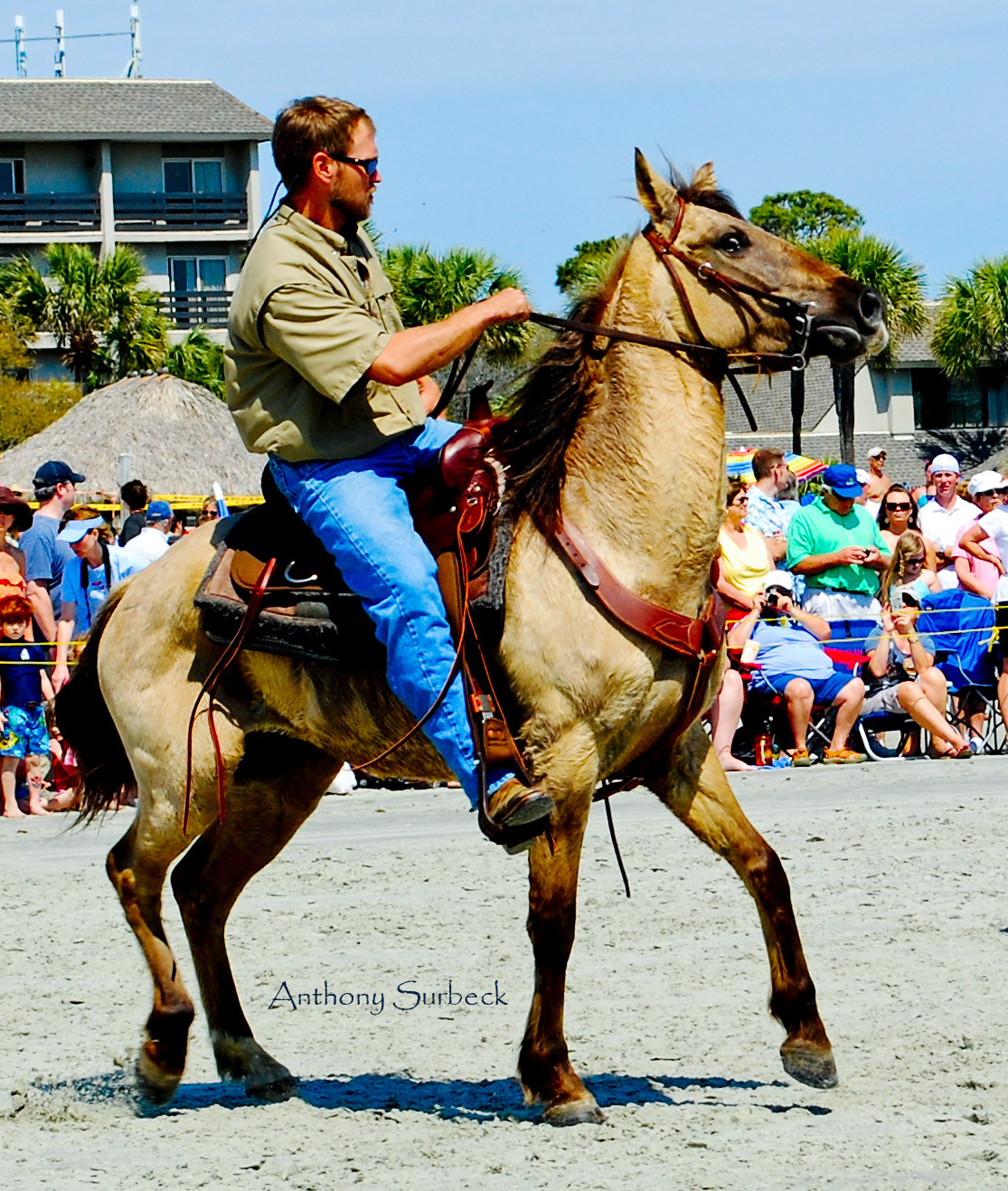
Le Carolina Marsh Tacky est de taille plutôt réduite, et sa robe exprime souvent le gène Dun, comme ici.

Le Marsh Tacky partage le même héritage génétique que le Florida Cracker et le cheval des Outer Banks. Cependant, les tests d'ADN montrent une relative isolation, ce qui en fait une race séparée, aux caractéristiques uniques. Il a peu changé par rapport à ses ancêtres amenés par bateaux avec les colons, restant très proche du cheval colonial espagnol.
Il mesure généralement entre 1,42 m et 1,47 m au garrot, bien que le standard de la race accepte une fourchette allant de 1,32 m à 1,52 m. Le profil de la tête est rectiligne ou légèrement concave, devenant plutôt convexe dans la région nasale, près des naseaux,. Certains peuvent présenter un profil entier d'une légère convexité. Le front est large et les yeux sont placés haut sur la tête, bien écartés. La tête s'affine vers le milieu et le bas, montrant un museau et une bouche très fins. L'encolure est large à la base et attachée bas à la poitrine, comparativement à d'autres races. Le garrot est bien sorti, le dos court et fort, et la croupe fortement inclinée, avec une queue attachée bas. La poitrine est profonde mais étroite, l'épaule longue et inclinée. Les jambes ont une musculature sèche et longue, et sont en général dépourvues de fanons.

### Allures
Il peut posséder une allure supplémentaire, un amble à quatre temps très proche de la marcha batida du Mangalarga Marchador brésilien, une autre race d'origine espagnole. Cette allure peut aussi être comparée au fox trot du Missouri Fox Trotter. Cette particularité est devenue rare chez la race, mais réapparaît périodiquement.

### Robes
La race présente une grande variété de couleurs de robe, y compris avec le gène Dun. Le bai, le rouan, l'alezan, l'aubère, le noir, l'isabelle et le souris sont possibles. Les marques primitives (raie de mulet, zébrures aux membres) sont fréquentes. Historiquement, des robes pie pouvaient être trouvées, mais ces chevaux n'ont pas été sélectionnés pour la reproduction de la race, et n'existent plus de nos jours. Les robes sont les mêmes que celle des autres races coloniales espagnoles.

### Tempérament et entretien
Le Marsh Tacky est reconnu de ses propriétaires pour son endurance et sa capacité à travailler dans l'eau et les marécages sans paniquer. Ils ont le pied sûr, solide, et se révèlent intelligents, capables de survivre dans les environnements difficiles des marécages côtiers, tout en étant faciles à entretenir. Les chevaux sont réputés calmes, mais alertes.

### Sélection
Bien que le stud-book de la race soit fermé, les chevaux extérieurs peuvent être enregistrées sur preuve de leur origine, sur inspection visuelle et sur confirmation ADN de leur filiation.

## Utilisations

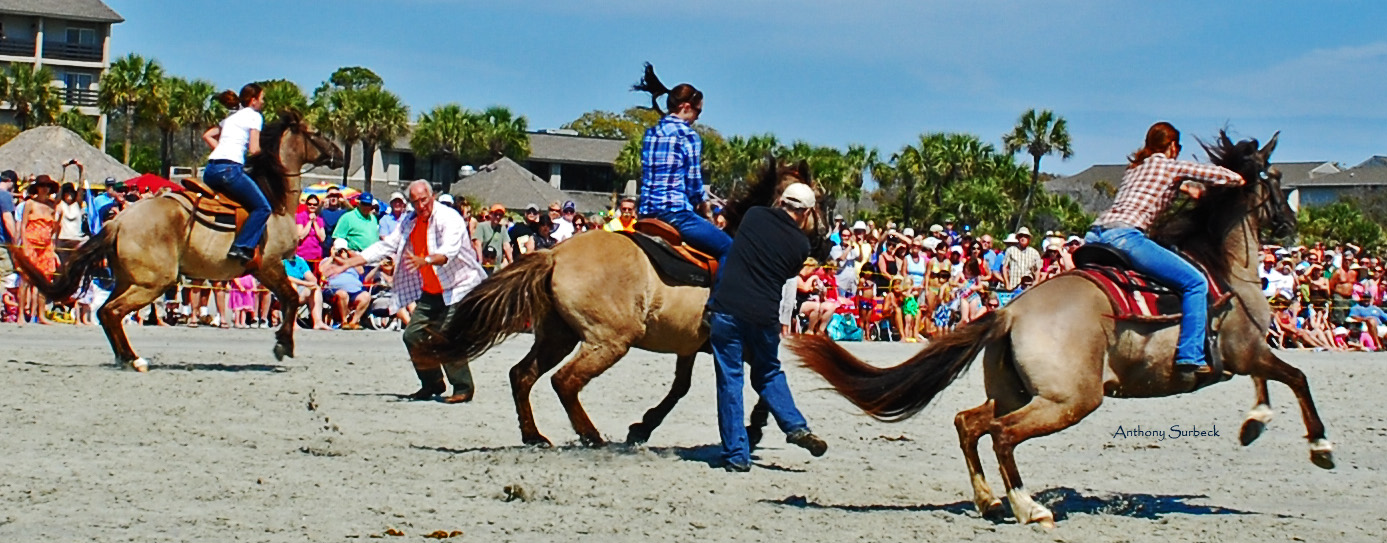
Démonstration de la race à Hilton-Head.

Leur petite taille et leur nature douce en font des montures historiquement privilégiées par les enfants et les femmes, mais ils ont également été utilisés comme animaux de travail, grâce à leurs compétences dans ce domaine, et comme chevaux de guerre. Ils étaient très prisés par la communauté des Gullah, qui lui faisait effectuer tous les travaux de la maisonnée. Désormais, ils sont montés en compétition d'endurance, tout en conservant leur rôle historique de cheval de travail pour la chasse au gibier sauvage et l'élevage du bétail. Le Tacky a vraisemblablement influencé deux autres races américaines, le Quarter Horse et le Kentucky Mountain Saddle Horse. La tradition des courses de Noël sur Hilton-Head a été relancée en 2009, lors du festival culturel Gullah. Les courses devraient se poursuivre dans les années à venir,.

## Diffusion de l'élevage
Le Carolina Marsh Tacky est présenté comme « l'un des secrets les mieux gardés des Américains ». En effet, cette race est très méconnue, formant même l'une des populations chevalines les plus menacées de la planète. En 2011, l'effectif de la race était de 276 bêtes reconnues par le stud-book, incluant 153 juments et 123 étalons et hongres. L’Equus Survival Trust considère la race (2016) comme étant en danger critique et presque éteinte, ce qui signifie qu'elle possède moins de 100 femelles capables de se reproduire,.
L’American Livestock Breeds Conservancy place le Marsh Tacky (considéré comme étant l'une des races souches du cheval colonial espagnol) au niveau « critique », ce qui signifie qu'il y a moins de 200 enregistrements annuels de nouveaux chevaux sur tout le territoire des États-Unis et que la population globale est inférieure à 2 000 têtes. Les représentants d’État de l’American Livestock Breeds Conservancy estiment que le nombre d'individus de la race doit remonter à environ 1 000 têtes pour assurer sa survie permanente.
Le 11 juin 2010, une loi a été signée pour faire du Carolina Marsh Tacky le cheval d’État emblématique de la Caroline du Sud.